# Atentado de Dijon de 2014
El atentado de Dijon de 2014 se produjo el 21 de diciembre de 2014, cuando un hombre en la ciudad francesa de Dijon atropelló a 11 peatones en cinco áreas de la ciudad en el espacio de media hora. Dos resultaron gravemente heridas. El hombre fue arrestado.
El hombre estaba gritando el takbir islámico «Al·lahu-àkbar» («Alá es grande»). El ataque ocurrió un día después del atentado a la estación de policía de Tours en el que un hombre que también gritaba «Al·lahu-àkbar» fue disparado por la policía en Joué-lès-Tours después de haber herido a tres de ellos con un cuchillo. El ataque de Dijon fue seguido al día siguiente por el atentado de Nantes de 2014.
El ataque fue «aparentemente inspirado por un video» circulado por el Estado Islámico pidiendo a musulmanes franceses que ataquen a no musulmanes usando vehículos.

## Sospechoso
Según se informó, el hombre arrestado tenía alrededor de 40 años. Había sido conocido por la policía por delitos menores cometidos en el transcurso de 20 años, y también había pasado tiempo en un hospital psiquiátrico. El ministro francés del Interior, Bernard Cazeneuve, lo describió como «muy inestable». El Ministerio del Interior creyó que el hombre había actuado solo, y los investigadores antiterroristas abrieron una investigación sobre el ataque.
Se discute la cuestión de si el ataque debe ser entendido como motivado por el islamismo radical.

## Reacciones
Manuel Valls, primer ministro de Francia, expresó su «solidaridad» con las víctimas del ataque a través de Twitter.
El gobierno desplegó 300 soldados en las calles francesas después de un tercer ataque en tantos días, cuando un conductor en Nantes lesionó a diez personas y mató a una en el mercado navideño de la ciudad la noche después del ataque de Dijon.